# Ovidio en el Tercer Reich
«Ovidio en el Tercer Reich» (en inglés: Ovid in the Third Reich) es un poema del escritor inglés Geoffrey Hill. Consiste en un monólogo en dos cuartetos y reflexiona sobre la política y la inocencia mediante la transposición del poeta antiguo Ovidio a la Alemania nazi. El poema fue publicado en el New Statesman en 1961 y abre la colección de poesía King Log de Hill de 1968.
Uno de los poemas más famosos de Hill, «Ovidio en el Tercer Reich» es conocido por su ambigüedad que ha dado lugar a interpretaciones dispares. Los estudiosos han discutido su tratamiento de la desesperación, el Tercer Reich, la complicidad política y la autonomía de la poesía. La presencia de Ovidio divide a los críticos, que han asociado su actitud en el poema con la persona común durante el Tercer Reich, o lo han interpretado como un contraste con la gente común porque aparece en un lugar al que no pertenece.

## Trasfondo
Geoffrey Hill (1932-2016) fue un poeta inglés y estudioso de la literatura inglesa. Comenzó a publicar poemas en 1952, a la edad de 20 años. Cuando escribió «Ovidio en el Tercer Reich» era profesor en la Universidad de Leeds.

## Estructura y resumen
A través de su título, «Ovidio en el Tercer Reich» traslada al poeta romano antiguo Ovidio a la Alemania nazi. El poema se introduce con una cita latina de Amores 3.14 de Ovidio: «non peccat, quaecumque potest peccasse negare, / solaque famosam culpa professa facit»  transl. «quien es capaz de negar haber pecado no peca, / sólo la culpa confesada hace a la mujer renombrada»).
Las dos cuartetas que componen «Ovidio en el Tercer Reich» están escritas a modo de monólogo y reflexionan sobre la política y la inocencia. En las primeras cuatro líneas, el sujeto dice que ama su «trabajo y sus hijos», que Dios está lejos, que la violencia es a la vez antigua y cercana, y que la inocencia no es un arma en el mundo. En las últimas cuatro líneas muestra simpatía por «los condenados», porque ha aprendido a apreciar una armonía entre ellos y el amor divino. Desde su propio ámbito, celebra «el amor-coro».

## Publicación
«Ovidio en el Tercer Reich» se publicó por primera vez el 17 de febrero de 1961 en el New Statesman. Se recopiló por primera vez con otros siete poemas de Hill en el volumen Preghiere, que se tipeo en la Universidad de Leeds en 1964. En 1966, «Ovidio en el Tercer Reich» apareció en el volumen ocho de la serie Penguin Modern Poets, que consistía en poemas de Hill, Edwin Brock y Stevie Smith. «Ovidio en el Tercer Reich» es el poema inicial de la colección King Log de Hill de 1968, publicado en el Reino Unido por André Deutsch y en los Estados Unidos por Dufour Editions.
Entre las colecciones de poemas de Hill que incluyen «Ovidio en el Tercer Reich» se encuentran New and Collected Poems, 1952–1992, publicado por Houghton Mifflin en 1994, y Selected Poems, publicado por Penguin en 2006. Es antologizado en The Columbia Anthology of British Poetry de Columbia University Press, publicado en 1995. Se incluye una grabación de Hill leyéndolo en el CD Geoffrey Hill: Poetry Reading, Oxford, 1 de febrero de 2006.

## Análisis y recepción
«Ovidio en el Tercer Reich» es uno de los poemas más famosos de Hill. Ha dado lugar a diferentes lecturas e interpretaciones y ha sido criticado por ser más ambiguo de lo necesario. El erudito E. M. Knottenbelt dice que parece lúcido e intencionalmente ambiguo y se encuentra entre los poemas de Hill que más han desconcertado a los lectores.
Según Knottenbelt, «Ovidio en el Tercer Reich» retrata a Ovidio como un hombre desilusionado en un mundo sin Dios, consciente de la inutilidad de apelar a la creencia en Dios, el amor -en la concepción de la palabra latina caritas- o la ignorancia en medio de la brutalidad. Knottenbelt dice que el segundo cuarteto se puede leer como si Ovidio hubiera aprendido a no despreciar a los condenados porque ese juicio está reservado para Dios. Él dice que también puede leerse como una decisión de no entregarse a una desesperación autodestructiva y, en cambio, contemplar el sufrimiento de los condenados, vinculándose con una tradición cristiana. Según Knottenbelt, las últimas líneas añaden complejidad al contrastar el exorcismo de la desesperación, que hace al sujeto capaz como poeta, con el aislamiento causado por su dedicación a la poesía lírica. Esto indica una falta de compasión y puede enfrentarlo contra el mundo. Michael Wood lee el poema como una afirmación sobre la proximidad entre los condenados y el resto de la humanidad, que también podría estar condenada.

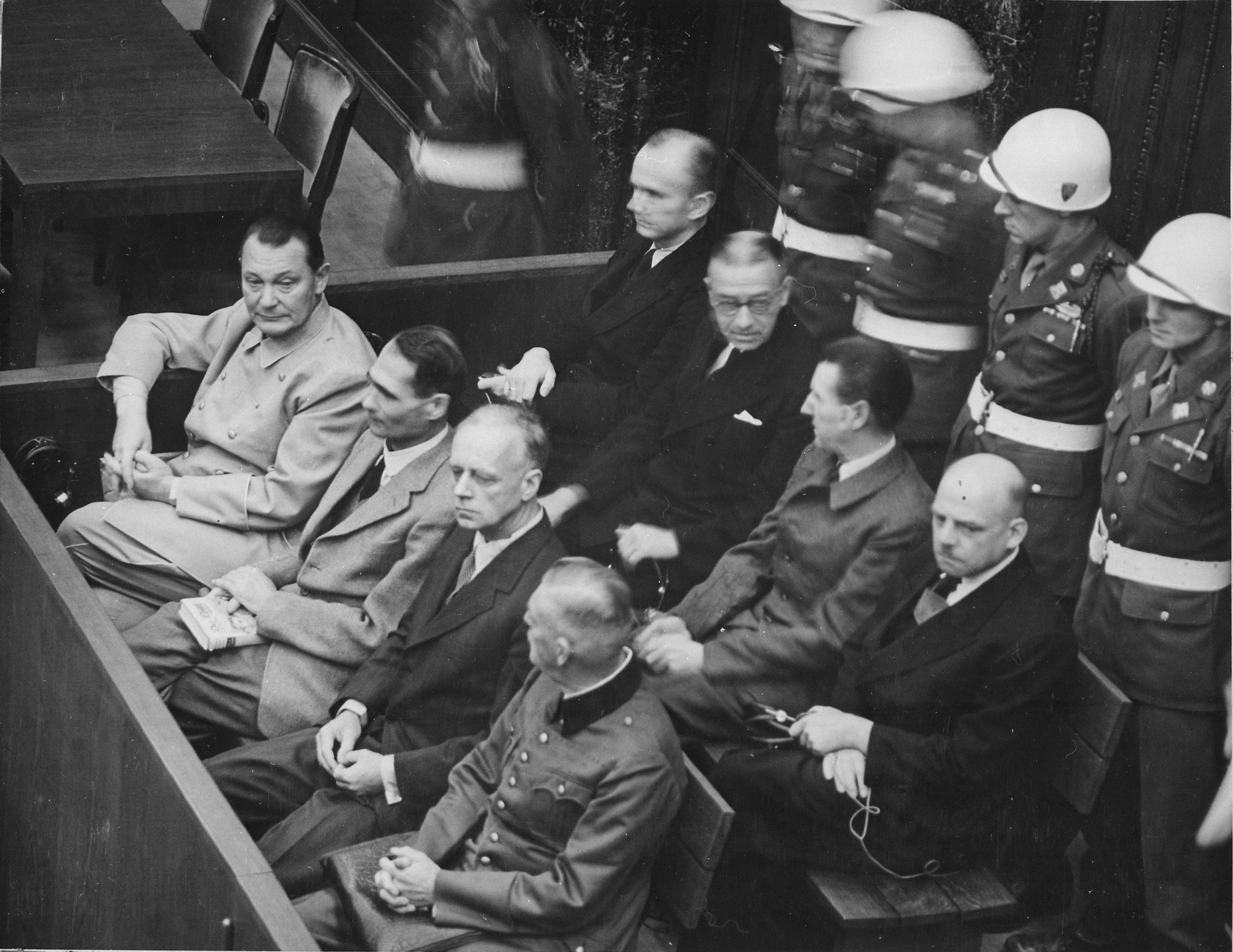
Se ha dicho que la apertura del poema imita a aquellos que se distanciaron del Tercer Reich después de su caída (en la foto: los acusados en los Juicios de Núremberg).

Christopher Ricks interpreta «Ovidio en el Tercer Reich» como un poema sobre los alemanes que permanecieron políticamente neutrales o en silencio durante el período nazi, diciendo «lo que se puede decir a favor... [y] se debe decir en contra de ellos». David Bromwich dice que la primera línea sobre el trabajo y la familia imita los clichés utilizados después de la caída del Tercer Reich cuando la gente común trató de distanciarse del régimen. Dice que «Ovidio en el Tercer Reich» trata sobre «la necesidad de juzgar», y que un posible contraste entre la primera cuarteta, que es más apologética, y la segunda, que es más crítica, hace posible interpretarlos como provenientes de dos personas diferentes. Daniella Jancsó cita a Bromwich y dice que el poema es «inigualable» en su desilusión por la veneración de los poetas, presentando a Ovidio como un pequeño burgués que habla como un político en su intento de eludir la responsabilidad, a pesar de saber que no es inocente. William Wootten asocia «Ovidio en el Tercer Reich» con una ola de literatura y cine que, inspirada en el juicio de Adolf Eichmann de abril de 1961, se preocupaba por la persona promedio durante el Tercer Reich. Dice que se lee como «una reacción clásica a Eichmann», pero debido a su publicación en febrero de 1961, no puede haber sido inspirado por el juicio en sí. Wootten dice que puede comentar o participar en la publicidad antes del juicio.
Knottenbelt dice que las interpretaciones que enfatizan a la gente común son insuficientes y engañosas. Dice que «Ovidio en el Tercer Reich» está escrito como un «poema de poeta» y destaca que el personaje principal no es un ciudadano medio sino Ovidio, el famoso escritor de poesía amorosa elegíaca, que ha sido colocado en un escenario en el que no pertenece: un antiguo pagano en la Alemania nazi cristiana. Knottenbelt dice que la vida de Ovidio durante el «totalitario» Imperio romano añade más incertidumbre al poema; Ovidio fue desterrado de Roma al final de su vida, pero el epígrafe es de Amores, una de sus primeras obras. Knottenbelt da importancia al hecho de que Hill eligió «Ovidio en el Tercer Reich» como el poema de apertura de King Log, una colección preocupada por la autonomía de la poesía. Él lo interpreta como un examen de la firme convicción de Hill sobre la autonomía de la poesía, y sus temores sobre la evasividad moral a la que esto puede equivaler.
El erudito Lennart Nyberg usa «Ovidio en el Tercer Reich» para ejemplificar la técnica poética de Hill donde frases insignificantes se convierten en actos de lenguaje: esto sucede cuando el poema usa las palabras «pasan cosas» para implicar atrocidades y culpa. Theodore Ziolkowski interpretó el poema describiendo a Hill como «un miembro de pleno derecho de la generación escéptica». El objetivo de Hill, según Ziolkowski, era separar la poesía de la política participando en una batalla perenne entre, por un lado, la belleza y el orden, y, por el otro, la historia temporal y el poder. Hill aquí defendió una frágil inocencia. Ziolkowski dijo que la postura escéptica del poeta en «Ovidio en el Tercer Reich», que celebra el amor y la inocencia, se presenta simultáneamente como una forma de complicidad política.

### Citas
1. 1 2 3 4 5 6  Ziolkowski, 2005, p. 158.
2. 1 2 3  Knottenbelt, 1990, p. 105.
3. 1 2  Ziolkowski, 2005, p. 159.
4. ↑  Haynes, 2012, p. 177.
5. ↑  Haynes, 2012, p. 179.
6. ↑  Haynes, 2012, p. 180.
7. ↑  Haynes, 2012, p. 181.
8. ↑  Ziolkowski, 2005, p. 248.
9. ↑  Haynes, 2012, p. 197.
10. ↑  Hill, 1995, p. 826.
11. ↑  Haynes, 2012, p. 196.
12. 1 2  Nyberg, 2009, p. 163.
13. ↑  Knottenbelt, 1990, pp. 105–106.
14. 1 2 3 4  Knottenbelt, 1990, p. 106.
15. ↑  Wood, 2005, p. 69.
16. ↑  Ricks, 1984, pp. 364–365, citado en Knottenbelt, 1990, p. 106
17. ↑  Bromwich, 2001, p. 27.
18. ↑  Bromwich, 2001, p. 26.
19. ↑  Bromwich, 2001, pp. 27–28.
20. ↑  Jancsó, 2019, pp. 106-107.
21. ↑  Wootten, 2020, p. 56.
22. ↑  Wootten, 2020, pp. 56–57.
23. ↑  Knottenbelt, 1990, pp. 106–107.